# ...And You Will Know Us by the Trail of Dead
Som deres navn antyder efterlader texanske ...And You Will Know Us By The Trail Of Dead et musikalsk spor af ødelæggelse.
Gruppen dyrker en pompøs, symfonisk punkrock, der det ene øjeblik får højttalerne til at bryde ud i flammer for det næste at afløses af melodiøse guitarriffs, samples og smukke klaverklange.
Gruppen blev dannet i 1994 af Conrad Keely og Jason Reece, som mødte hinanden på high school i Oahu, Hawaii, men senere flyttede til Austin, Texas. Medlemmerne har dog også påstået, at de mødte hinanden i det lokale drenge-kirkekor og senere brugte alle de penge, der skulle være gået til deres uddannelse, på at starte et band.
Selv om historien er god, så kan ...And You Will Know Us By The Trail Of Dead ikke løbe fra, at de har været en tur forbi en højere læreanstalt, og deres tekster og udtalelser har tit et radikalt intellektuelt anstrøg, nogle gange grænsende til det krukkede.
I forbindelse med deres seneste album var pressematerialet f.eks. ikke en biografi om bandets historie, men derimod en fem sider lang videnskabelig afhandling om den vestlige musiks udviklingshistorie, forfattet af frontmand Conrad Keely.
Trail of Dead, som de for nemheds skyld kaldes, havde allerede inden de pladedebuterede skabt sig et ry som et vildt og anarkistisk liveband. Gruppens medlemmer bytter tit instrumenter under koncerterne, ligesom de bestemt ikke går af vejen for at smadre alt gear.
Debutalbummet, som kom i 1998, høstede sammenligninger med hardcoregruppen Fugazi og den mere støjende del af Sonic Youths repertoire. Gruppens tredje album, Source, Tags & Codes, anses af kendere for at være hovedværket.
Gruppen har løbende rettet sin stil ind mod et mere melodisk udtryk uden dog at give køb på deres ekstreme tendenser, og ...And You Will Know Us By The Trail Of Dead regnes stadig for et af rockscenens mest heftige og uforudsigelige livebands.
Gruppen har senest udgivet So Divided hvor besætningen var udvidet til en kvintet med de to nytilkomne medlemmer Doni Schroeder og Daniel Wood. De krediteres på albummet som "prime minister" og "executive producer".

## Diskografi

### Albums
- 1998: ...And You Will Know Us by the Trail of Dead
- 1999: Madonna
- 2002: Source, Tags & Codes
- 2005: Worlds Apart
- 2006: So Divided
- 2009: The Century of Self
- 2011: Tao of the Dead
- 2012: Lost Songs
- 2014: IX
- 2020: X: The Godless Void and Other Stories
- 2022: XI: Bleed Here Now